# Mignonnes
Mignonnes (Engelse titel: Cuties) is een Franse film uit 2020, geschreven en geregisseerd door Maïmouna Doucouré. Het verhaal gaat over een Frans-Senegalees moslimmeisje dat klem zit tussen de traditionele waarden waarmee ze wordt opgevoed en de internetcultuur.
De film ging op 23 januari 2020 in première in de sectie World Cinema Dramatic Competition van het Sundance Film Festival, waar Doucouré de prijs voor beste regie won. De film werd op 19 augustus 2020 in Frankrijk uitgebracht en internationaal op 9 september 2020 op Netflix.
Mignonnes kreeg over het algemeen positieve recensies van critici. Zowel over de Netflix-marketingcampagne als over de film zelf ontstond echter controverse. Beide kregen het verwijt jonge meisjes te seksualiseren. Volgens de makers was de film juist bedoeld om de hyperseksualisering van jonge meisjes te bekritiseren.

## Verhaal
De elfjarige Amy, oorspronkelijk afkomstig uit Senegal, woont met haar moeder Mariam en twee jongere broertjes in een flat in de Parijse banlieue. Vooral haar tante ziet erop toe dat Amy zich gedraagt volgens de tradities van haar gemeenschap en de Islam. De familie is in afwachting van de terugkeer van Amy's vader en zijn nieuwe tweede vrouw uit Senegal. Amy ziet hoe haar moeder lijdt onder de gedachte dat haar man een tweede vrouw heeft genomen, maar toch voorbereidingen treft voor de bruiloft en een mooie slaapkamer inricht voor het bruidspaar. Een neef brengt uit Senegal een traditionele lange feestjurk voor Amy mee die ze tijdens de bruiloft moet dragen. Amy ontwikkelt een afkeer voor haar vader en voor alles wat met de bruiloft te maken heeft.
Haar rebelse buurmeisje Angelica heeft met drie andere meisjes van elf de dansgroep Schatjes (Mignonnes) gevormd. Ze willen meedoen aan een danswedstrijd. Amy vindt hen fascinerend. Ze oefent in het geheim hun danspassen, en als er in de groep ruzie ontstaat en een van de leden - Yasmine - eruit wordt gezet, mag Amy haar plaats innemen. Op haar voorstel nemen de Schatjes in de choreografie steeds meer twerking op: seksueel suggestieve dansbewegingen en -gebaren die ze op internet heeft gezien maar waarvan ze de betekenis niet echt begrijpt. Ook gaan ze onthullende dans-outfits dragen.
Na een vernederende vechtpartij met een meisje op school uit een concurrerend dansgroepje, plaatst Amy een compromitterende foto van zichzelf op sociale media. De andere Schatjes zetten haar daarop uit de groep, en nemen Yasmine terug op.
Amy wil koste wat kost met hen optreden tijdens de wedstrijd, ook al is de bruiloft van haar vader op dezelfde dag. Ze sluipt die dag het huis uit, en duwt onderweg Yasmine in het water waardoor deze niet op tijd is voor het optreden. Omdat ze een danseres tekort komen, moeten de Schatjes Amy wel laten meedoen. Hun suggestieve dansroutine valt echter niet goed bij het publiek.
Amy verlaat nog voor het einde van het optreden in tranen het podium en rent naar huis. Haar tante veegt haar de mantel uit vanwege haar danskostuum en haar gedrag. Amy's moeder komt tussenbeide en geeft haar dochter toestemming om niet naar de bruiloft te hoeven gaan. In de laatste scène van de film is Amy gekleed in spijkerbroek en T-shirt met een groepje meisjes op straat aan het touwtjespringen.

## Rolverdeling
| Acteur                | Personage                                             |
| --------------------- | ----------------------------------------------------- |
| Fathia Youssouf       | Amy (hoofdpersoon)                                    |
| Médina El Aidi-Azouni | Angelica (leider van de Schatjes)                     |
| Maïmouna Gueye        | Mariam (Amy's moeder)                                 |
| Esther Gohourou       | Coumba (een van de Schatjes)                          |
| Ilanah Cami-Goursolas | Jess (een van de Schatjes)                            |
| Myriam Hamma          | Yasmine (een van de Schatjes)                         |
| Mbissine Therese Diop | Tante van Amy                                         |
| Demba Diaw            | Ismaël (kleine broertje van Amy)                      |
| Mamadou Samaké        | Samba                                                 |
| Bilel Chegrani        | Walid C.                                              |
| Canelle Brival        | Een van de Sweety Swags, een concurrerend dansgroepje |
| Jean-Paul Castro      | Angelica's oudere broer                               |

## Productie en première
In januari 2017 ontving Doucouré de Sundance Global Filmmaking Award voor het speelfilmproject Mignonnes. Met deze steun kon de film worden geproduceerd. Mignonnes won op het Sundance Film Festival 2020 de prijs voor beste regie in de categorie World Cinema en werd door filmcritici overwegend positief ontvangen.
De film werd op 19 augustus 2020 in Frankrijk uitgebracht en internationaal op 9 september 2020 op Netflix met de Engelse titel Cuties.

## Kritiek
Voor de promotie van de film gebruikte Netflix niet de poster en trailer die bij de oorspronkelijke release in Frankrijk waren gebruikt. Op de Netflix poster staan de meisjes in hun onthullende danskostuums in uitdagende poses, terwijl ze op de oorspronkelijke poster in gewone kleren vrolijk over straat lopen. 
De poster en trailer, en na de release ook de film zelf, werden op sociale media zwaar bekritiseerd. Netflix en regisseur Doucouré werd verweten dat ze zich medeplichtig maakten aan het seksualiseren van jonge meisjes. De Amerikaanse senator Ted Cruz riep op tot een justitieel onderzoek naar de film.
Netflix verontschuldigde zich bij het publiek en bij Doucouré, en verving de controversiële poster en trailer. Doucouré riep mensen op om zelf de hele film te bekijken en geen oordeel te vormen op basis van alleen de trailer en de poster. Mignonnes zou hyperseksualisering van jonge meisjes juist aan de kaak willen stellen. Zij verklaarde dat ze doodsbedreigingen had ontvangen naar aanleiding van de kritiek.
In de meer inhoudelijke discussie op social media,  en ook in de reguliere media, werd aangegeven dat het thema hyperseksualisering van jonge meisjes in Mignonnes maar één onderdeel was van een complexer verhaal; de film zou niet proberen dit aspect uit te buiten of te vergoelijken. Maar ook werd de vraag gesteld of het wel geloofwaardig was om hyperseksualisering te bekritiseren door het in beeld te brengen op de wijze waarop dat in Mignonnes gebeurt.